# Eiskunstlauf-Weltmeisterschaft 1896
Die 1. Eiskunstlauf-Weltmeisterschaft war die erste Veranstaltung dieser Art überhaupt. Sie wurde von der Internationalen Eiskunstlaufunion organisiert und fand am 9. Februar 1896 in Sankt Petersburg (Russland) statt.
Es nahmen nur Männer teil und es gab insgesamt nur vier Teilnehmer. Erster Weltmeister wurde der Deutsche Gilbert Fuchs.

## Ergebnisse

### Herren
| Platz | Sportler         | Land            |
| ----- | ---------------- | --------------- |
| 1     | Gilbert Fuchs    | Deutsches Reich |
| 2     | Gustav Hügel     | Österreich      |
| 3     | Georg Sanders    | Russland        |
| 4     | Nikolai Poduskow | Russland        |

Punktrichter waren:
- C. Korper von Marienwert  Österreich
- H. Kurtén  Großfürstentum Finnland
- G. Helfrich  Deutsches Reich
- P. E. Wolf  Russland
- A. Iwaschenzow  Russland

## Quelle
- World figure skating championships 1896–1899 (men). Skatabase, archiviert vom Original am 11. Oktober 2008; abgerufen am 21. Mai 2018 (englisch).